# Ross Bain
Ross Bain (Dunfermline, 25 november 1975) is een golfprofessional uit Schotland, die sinds zesjarige leeftijd in Dubai woont, waar zijn vader als bouwkundig ingenieur werkte.
Bain studeerde aan de Universiteit van Carolina van 1995-1997 en had toen handicap 2.

## Professional
Bain werd in 1998 professional. Hij speelt op de Aziatische PGA Tour sinds 1999. Zijn beste jaar, financieel gezien, was 2008, toen hij ruim US$ 70.000 verdiende, zijn beste plaats op de Order of Merit was in 2001, toen hij nummer 44 werd. Alleen de top-60 krijgen een volle spelerskaart voor het volgende jaar, dus hij is regelmatig naar de Tourschool terug geweest. Sinds 2005 heeft hij ook bijna dertig toernooien op de Europese PGA Tour gespeeld.
In 2010 verscheen Tiger Woods niet op de Dubai Desert Classic en mocht Bain invallen. Hij werd 51ste. Op de Aziatische Tourschool van 2010 eindigde hij op de 2de plaats. In 2011 kreeg een sponsoruitnodiging voor de Dubai Desert Classic en eindigde op de 48ste plaats.